# Chatka pod Śnieżnikiem
Chatka pod Śnieżnikiem – schron samoobsługowy w południowo-zachodniej Polsce, w Sudetach Wschodnich, w Masywie Śnieżnika.

## Położenie
Chatka pod Śnieżnikiem położona jest w Sudetach Wschodnich, na terenie Śnieżnickiego Parku Krajobrazowego w środkowo-wschodniej części Masywu Śnieżnika nad Wielkim Lejem, około 0,9 km na północny wschód od Śnieżnika na granicy rezerwatu przyrody Śnieżnik Kłodzki, po północnej stronie od wzniesienia Sadzonki.

## Charakterystyka
Chatka pod Śnieżnikiem położona na poziomie 1170 m n.p.m. na północno-wschodnim zboczu Śnieżnika zwanym Czarci Gon nad Wielkim Lejem. Najbliższe otoczenie domku porasta rzadki dolnoreglowy las świerkowy z domieszką buka, jodły. Las w latach 80. XX w. podczas klęski ekologicznej został częściowo zniszczony. Służy jako schronienie dla turystów, wyposażona jest w piec kaflowy, garnki, patelnie, sztućce, prycze, karimaty, apteczkę, koce, piłę, siekierkę itp.

## Architektura
Drewniana chata o konstrukcji wieńcowej zbudowana z drewnianych belek połączonych w narożach (węgłach) zamkiem węgłowym bez ostatków. Chata posadowiona jest na fundamencie z kamienia odizolowanym od drewna. Szczeliny pomiędzy belkami uszczelniono wysuszonym mchem. Ściana wewnętrzna z zewnętrznymi ścianami połączona jest pół teowym zamkiem w jaskółczy ogon. Belki stropowe oraz krokwie opierają się na najwyższej belce ściany wieńcowej tzw. balu oczepowym. Chata składa się z dwóch pomieszczeń, poddasza i przedsionka, całość zadaszona jest dwuspadzistym dachem pokrytym papą. Chata zbudowana jest na planie prostokąta na osi N-S z dobudówką przedsionka. Od strony wschodniej w każdym pomieszczeniu jest jedno prostokątne okno z drewnianymi okiennicami, takie same okna są na każdym piętrze od strony południowej. Drzwi zewnętrzne są zamykane od środka na zasuwę w celu zabezpieczenia przed zwierzętami – turysta może je jednak otworzyć z zewnątrz dzięki trzpieniowi przymocowanemu do zasuwy i wystającemu na zewnątrz przez otwór w drzwiach.

## Historia
Historia domku jest bardzo uboga. W 1838 r. okoliczne tereny wykupiła Marianna Orańska, która przystąpiła do intensywnej eksploatacji lasów i związanej z tym budową dróg leśnych. Prawdopodobnie księżna przyczyniła się do budowy domku pod Śnieżnikiem. Z zachowanych źródeł nie jest znana dokładna data budowy ani przeznaczenie obiektu. Obiekt wybudowano na pewno przed 1930 rokiem, gdyż domek myśliwski na niemieckich mapach topograficznych z lat 30.XX w. oznaczany był jako Hütte. Data 1878 jaką odczytano w XX w. na jednej z belek wchodzącej w skład drewnianej konstrukcji dachu uznawaną za datę budowy jest datą błędną. Domek prawdopodobnie wybudowano z przeznaczeniem dla drwali lub myśliwych. Domek myśliwski najprawdopodobniej wykorzystywany był w latach 30. XX wieku w., przez ówczesnych naukowców jako miejsce noclegu i wstępnego opracowywania materiału badawczego, którzy w Masywie Śnieżnika prowadzili badania przyrodnicze, m.in. torfowisk. Po 1945 r. domek myśliwski był wykorzystywany głównie przez drwali i żołnierzy WOP. Około 1963 r. zapomniany obiekt w lesie odnalazł Z. Dumański z Lądka Zdroju. Domek dookoła zarośnięty był gęstym lasem i nie był widoczny już ze ścieżki. Wewnątrz znajdowało się zachowane w dobrym stanie niemieckie umeblowanie. W latach 1973-74 z inicjatywy Z. Dumańskiego i S. Kossowskiego, przeprowadzono prace remontowe niszczejącego powoli budynku. Wymieniono prawie całkowicie dwie ściany zewnętrzne, podłogi, odbudowano uszkodzony kaflowy piec z piekarnikiem. Pod paleniskiem wmurowano w butelce akt erekcyjny z nazwiskami osób, które pomagały przy remoncie. W maju 1994 r. domek został poważnie zdewastowany. Po tych wydarzeniach domkiem zajął się Karol z Wrześni. Mieszkając w domku przez około półtora roku wraz z innymi bywalcami chatki i turystami dokonał podstawowych prac remontowych drewnianego budynku. Około 2000 r. nadleśnictwo pokryło zadaszenie domku nową papą. W latach 2009–2010 w domku mieszkał były gajowy W. Gapiński, który po raz kolejny naprawiał piec, łatał dach i prowadził inne drobne prace remontowe. Obecnie obiekt służy turystom i pracownikom leśnym jako samoobsługowe schronienie noclegowe.

## Ciekawostka
- Chatka pod Śnieżnikiem nazywana jest jako Domek myśliwski na Czarcim Gonie pod Śnieżnikiem.
- Domek jest jednym z nielicznych jeszcze w Sudetach domkiem myśliwskim.
- Chatka pod Śnieżnikiem ze względu na swój około stu letni wiek stanowi wartość zabytkową i historyczną regionu Masywu Śnieżnika.
- W latach 80. XX w. na skutek zaostrzenia przepisów w związku z wprowadzeniem stanu wojennego, a także na prośbę nadleśnictwa i osób opiekujących się domkiem myśliwskim, zaczęto poważnie egzekwować konieczność meldowania się osób przybywających do tego obiektu.
- W chatce rozgrywa się część scen powieści pt. "Za szczytem", autorstwa Sebastiana Sadleja (Kraków 2024, wyd. SQN)

## Turystyka
Po południowej stronie wzdłuż granicy prowadzi szlak turystyczny.
- fragment szlaku z Przełęczy Międzyleskiej przez Trójmorski Wierch na Śnieżnik prowadzący do Bielic i dalej.
- Chatka od granicy polsko-czeskiej oddalona jest w kierunku północnym o ok. 650m., do chatki prowadzi zboczem leśna ścieżka